# Robinho (calciatore 1995)
Francisco Wellington Barbosa de Lisboa, meglio noto come Robinho (Madalena, 19 gennaio 1995), è un calciatore brasiliano, attaccante del Botafogo-SP.

## Caratteristiche tecniche
È un attaccante che gioca come ala destra.